# Gabriel Ruiz de Lope Chorro
Gabriel Ruiz de Lope y Chorro, (Elche, 18 de marzo de 1873 - 29 de agosto de 1936) fue un farmacéutico español, investigador y alcalde de Elche a principios del siglo XX.

## Biografía
Gabriel Ruiz de Lope y Chorro cursó estudios en Santiago de Compostela, hospedándose en la Casa de la Troya y se licenció en Farmacia, abriendo su botica en la esquina de la calle Puerta de Orihuela número 1 de su ciudad natal, con el nombre de Farmacia Chorro. Fue un investigador, inventando la Neurastina y la Digestona Chorro que se elaboraban en su laboratorio situado en la calle Alfonso XII. La Digestona era un polvo estomacal que se vendió en toda España y en el extranjero, especialmente en América del Norte.
Durante la dictadura del General Miguel Primo de Rivera fue alcalde de la ciudad entre los años 1924 y 1926. Falleció a los 66 años de edad el 29 de agosto de 1936.